# توماس درسر وایت
توماس درسر وایت (انگلیسی: Thomas D. White; ۶ اوت ۱۹۰۱ – ۲۲ دسامبر ۱۹۶۵) ژنرال نیروی هوایی ایالات متحده آمریکا بود، که در فاصله سال‌های ۱۹۵۷ تا ۱۹۶۱ به‌عنوان چهارمین رئیس ستاد نیروی هوایی فعالیت می‌کرد.
وایت فعالیت نظامی را از سال ۱۹۲۰ در نیروی زمینی ایالات متحده آمریکا آغاز کرد، از ۱۹۴۴ تا ۱۹۴۵ فرماندهی نیروی هوایی سیزدهم را برعهده داشت، از ۱۹۴۵ تا ۱۹۴۷ فرمانده نیروی هوایی هفتم بود، از ۱۹۴۷ تا ۱۹۴۸ به‌عنوان فرمانده نیروی هوایی پنجم فعالیت می‌کرد، از ۱۹۴۸ تا ۱۹۵۰ مدیر بخش قانونگذاری و ارتباطات وزیر نیروی هوایی ایالات متحده آمریکا بود.
وی از ۱۹۵۰ تا ۱۹۵۱ به‌عنوان مدیر برنامه‌ریزی ستاد مشترک نیروهای مسلح فعالیت می‌کرد، از ۱۹۵۱ تا ۱۹۵۳ معاون عملیات نیروی هوایی آمریکا و از ۱۹۵۳ تا ۱۹۵۵ جانشین رئیس ستاد نیروی هوایی بود. او در جنگ جهانی دوم و جنگ کره حضور داشت و در سال ۱۹۵۷ پس از ۳۷ سال خدمت، از نیروهای مسلح آمریکا بازنشسته شد.